# La Nkwantanang Madina Municipal District
Der Distrikt La Nkwantanang Madina Municipal District ist einer von 29 Distrikten der Greater Accra Region in Ghana. Er hat eine Größe von 67,88 km² und 244.676 Einwohner (2021). 

## Geschichte
Ursprünglich war er 2004 Teil des damals größeren Ga East District, bis der östliche Teil des Distrikts am 28. Juni 2012 abgetrennt wurde, um den La-Nkwantanang-Madina Municipal District zu schaffen; der verbleibende Teil wurde als Ga East Municipal District beibehalten. Der Distrikt liegt im westlichen Teil der Greater Accra Region und hat Madina als Hauptstadt.

## Einwohnerentwicklung
Die folgende Übersicht zeigt die Einwohnerzahlen nach dem jeweiligen Gebietsstand.
| Jahr | Einwohner |
| ---- | --------- |
| 2010 | 111.926   |
| 2021 | 244.676   |